# Károly Lakat
Károly Lakat (27 novembre 1920 à Győr – 3 décembre 1988 à Budapest) était un footballeur hongrois, devenu entraîneur.

## Palmarès
En tant que joueur
- Vainqueur de la Coupe internationale 1948-1953
- Champion de Hongrie en 1949
- Vainqueur de la Coupe de Hongrie en 1944

En tant qu'entraîneur
- Champion de Hongrie en 1967 et 1968
- Vainqueur de la Coupe de Hongrie en 1972
- Vainqueur de la Coupe Mitropa en 1973 et 1974